# Резцов, Михаил Ильич
Михаил Ильич Резцов (19 июня 1947, Ленинград, РСФСР — 24 августа 2012, Вологда, Россия) — советский и российский режиссёр, лауреат Государственной премии Российской Федерации.

## Биография
В 1975 г. окончил с отличием режиссёрский факультет (класс Г. А. Товстоногова) Ленинградского государственного института театра, музыки и кинематографии. В 1982 г. прошел стажировку в Ленинградском драматическом театре имени Комиссаржевской. В 1975-1994 гг. - главный режиссёр драматических театров в Вологде, Смоленске, Гродно. Также ставил спектакли в Петрозаводске и Курске. За 19 лет работы в театрах Михаил Ильич поставил 65 спектаклей.
Снял более 35 документальных фильмов. Среди них циклы фильмов «Художники земли Вологодской», «Великие музеи провинциальной России». За фильм «Дионисий» в 2003 г. удостоен Государственной премии Российской Федерации.

## Работы в кино
Цикл фильмов «Великие Музеи Провинциальной России»:
- «Сокровища Вологодского Кремля»;
- «Человек для любой поры» (музей-усадьба Н.А.Ярошенко, Кисловодск);
- «Прикосновение…» (музей-заповедник М.Ю. Лермонтова, Кисловодск);
- «Непрошедшие времена» (музей-заповедник,  Великий Устюг).

Цикла фильмов «Художники земли Вологодской»:
- «Моя Академия», «Верность» (народный художник России В.В. Пименов);
- «Река души» (народный художник России В.А. Ветрогонский);
- «Я посох свой доверил Богу», «Дом Корбакова» (народный художник России В.Н. Корбаков);
- «И свет во тьме светит…» (народный художник России Д.Т. Тутунджан);
- «Мастер-класс. Рисунок, живопись, композиция» (заслуженный художник России М.В. Копьев);
- «В поисках потерянного рая» (заслуженный художник России М.В. Копьев);
- «Судьба» (заслуженный художник России А.Т. Наговицин);
- «Своей дорогой» (заслуженный художник России О.А. Бороздин);
- «Остров добра» (заслуженный художник России В.А. Сергеев);
- «Печаль моя светла» (художник В. Паскин);
- «Точка опоры» (художник Ю.В. Волков);
- «Не от мира сего» (художник Ю.Н. Волков);
- «Чтобы свеча не погасла» (художник В.Н. Латынцев);
- «Галерея. Страницы истории»;
- «Меценат» (владелец частной картинной галереи Е.М. Лунин);
- «Наедине со всеми» (заслуженный художник России А. Савин);
- «Черное и белое» (художник Д. Медведев).

Также снял фильмы:
- «Странник» (писатель Сергей Алексеев);
- «Привычная жизнь» (Вологодская областная больница. Будни и праздники).